# Reiner Müller (Mediziner)
Reiner Müller (* 20. Mai 1879 in Tetz, Kreis Jülich; † 5. Juli 1953 in Köln) war ein deutscher Hygieniker und Bakteriologe.

## Leben
Der aus Tetz, heute der zweitgrößte Ortsteil der Stadt Linnich im Kreis Düren, stammende Reiner Müller widmete sich nach dem Abitur dem Studium der Medizin an der Rheinischen Friedrich-Wilhelms-Universität Bonn, der Julius-Maximilians-Universität Würzburg, der Ludwig-Maximilians-Universität München, der Friedrich-Wilhelms-Universität zu Berlin sowie der Christian-Albrechts-Universität zu Kiel, dort erwarb er 1903 den akademischen Grad eines Dr. med. Reiner Müller trat in direkter Folge eine Assistenzstelle am dortigen Hygienischen Institut an, 1908 habilitierte er sich als Privatdozent für das Fach Hygiene, 1912 wurde er zum Titularprofessor befördert.

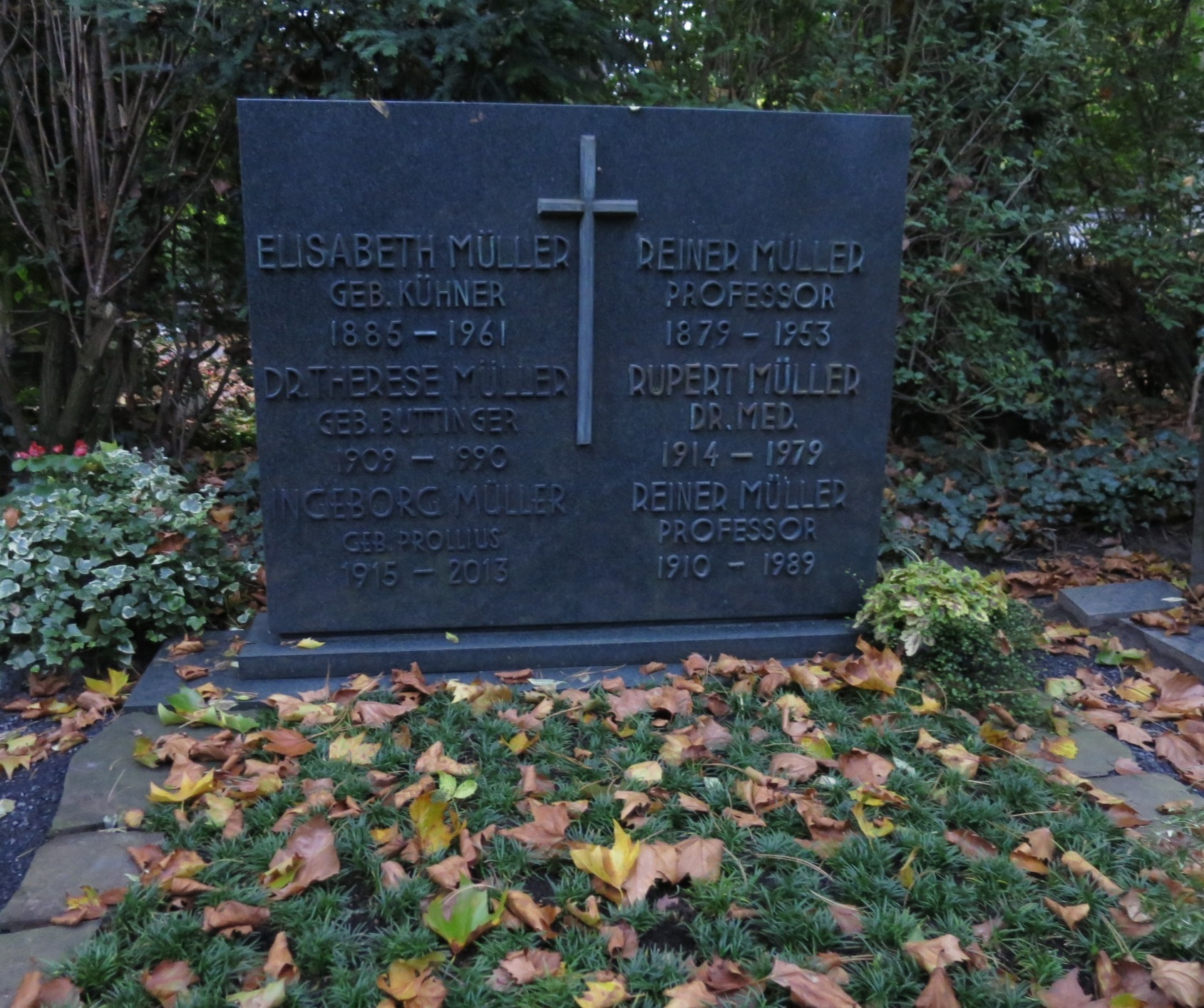
Grab der Familie Müller auf dem Friedhof Melaten

Im Folgejahr erhielt Reiner Müller einen Ruf auf eine ordentliche Professur der Hygiene und Bakteriologie an die Akademie für praktische Medizin in Köln, die nach der Wiedergründung der Kölner Universität als neue Universität zu Köln als Medizinische Fakultät aufgenommen wurde. Müller füllte seitdem die Positionen eines ordentlichen Professors der Hygiene sowie des Direktors des gleichnamigen Instituts aus, 1951 erfolgte seine Emeritierung. Nach dem Zweiten Weltkrieg wurde er als Mitglied in den Landesgesundheitsrat von Nordrhein-Westfalen gewählt. Reiner Müller, der verheiratet war, verstarb Anfang Juli 1953 nach kurzer Krankheit im Alter von 74 Jahren in Köln. Seine Grabstätte befindet sich auf dem Friedhof Melaten (Flur 12 (G)).
Reiner Müller, der das Hauptanliegen der Hygiene in dem Satz „die Hygiene versucht, Krankheiten zu verhüten, sowie das Wohlbefinden und die Leistungsfähigkeit zu erhalten beziehungsweise zu steigern“ formulierte, trat mit Fachbeiträgen sowie topographischen Veröffentlichungen zur Frühgeschichte des Rheinlandes hervor.

## Publikationen
- Die Burgunden am Niederrhein, 410-443. Mundiacum-Mündt, eine Nibelungenfrage des Jülicherlandes, J. Fischer, Jülich 1924.
- Lehrbuch der Hygiene für Aerzte und Biologen. J. F. Lehmanns Verlag, München 1935.
- Lehrbuch der Hygiene. Teil I: Allgemeine Hygiene mit Wehr- und Gewerbehygiene, Luft, Boden, Wasser, Nahrung, Kleidung, Körperpflege, Wohnung, Rassenhygiene,  in: Lehmanns  medizinische Lehrbücher, Band XIV Lehmann, München [u. a.], 1942; Teil II: Medizinische Mikrobiologie, Parasiten, Bakterien, Immunität, München 1939 (4., neubearbeitete Auflage: Urban & Schwarzenberg, München 1950).
- Aduatuca Eburonum Nideggen, J. Fischer, Jülich, 1943.